# Oribacterium sinus
Oribacterium sinus es una especie de bacteria grampositiva del género Oribacterium. Fue descrita en el año 2004, es la especie tipo. Su etimología hace referencia al seno de la boca. Es grampositiva, aunque se puede teñir gramnegativa por la delgada pared. Tiene un tamaño de 1-1,5 μm de diámetro, en forma de cocobacilo. Catalasa y oxidasa negativas. Sensible a los antibiótico  penicilina, ampicilina, amoxicilina, imipenem, cefalotina, cefoxitina, cefotaxima, cloranfenicol, clindamicina y rifampicina. Resistente a eritromicina y trimetroprim-sulfametoxazol. Anaerobia estricta y móvil. Se ha aislado de la cavidad oral.